# Johann Christian Polycarp Erxleben
Johann Christian Polycarp Erxleben (ur. 22 czerwca 1744 w Quedlinburgu, zm. 19 sierpnia 1777 w Getyndze) – niemiecki przyrodnik, który przyczynił się do rozwoju weterynarii. Syn Dorothei Erxleben-Leporin.
Erxleben był założycielem Instytutu Weterynarii w Getyndze, pierwszego uniwersyteckiego centrum medycyny weterynaryjnej.